# Paranthrenopsis
Paranthrenopsis is een geslacht van vlinders uit de familie wespvlinders (Sesiidae), onderfamilie Tinthiinae.
Paranthrenopsis is voor het eerst wetenschappelijk beschreven door Le Cerf in 1911. De typesoort is Paranthrenopsis harmandi.

## Soorten
Paranthrenopsis omvat de volgende soorten:
- Paranthrenopsis editha (Butler, 1878)
- Paranthrenopsis flavitaenia Wang & Yang, 2002
- Paranthrenopsis flaviventris Kallies & Arita, 2001
- Paranthrenopsis polishana (Strand, 1916)
- Paranthrenopsis siniaevi Gorbunov & Arita, 2000
- Paranthrenopsis taiwanella (Matsumura, 1931)